# Club Atlético River Plate (calcio femminile)
Il Club Atlético River Plate è una società calcistica femminile argentina con sede nella città di Buenos Aires, sezione dell'omonimo club.
Fondata nel 1991, milita in Primera División A, massima categoria nazionale a cui prende parte ininterrottamente a partire dalla sua fondazione, e di cui è il secondo club più vincente con 11 titoli conquistati.

## Storia
La sezione femminile del River Plate nasce ufficialmente nel 1991 e prende parte alla prima edizione del campionato argentino riservato alle squadre femminili, che vince con quattro punti di scarto sul Boca Juniors. L'anno successivo si classifica secondo alle spalle proprio del Boca, dopodiché segue un quinquennio di vittorie consecutive dal 1993 al 1997.
Nei decenni seguenti, complice l'inserimento di altre squadre al vertice come San Lorenzo, UAI Urquiza ed Independiente che interrompono l'egemonia di Boca Juniors e River Plate, le vittorie si fanno meno frequenti, con il River che conquista entrambi i titoli della stagione 2002-2003, la Clausura del 2009 e del 2010 ed il campionato 2016-2017. Proprio in seguito alla vittoria di quest'ultimo torneo si qualifica per la prima volta alla Coppa Libertadores, che conclude al terzo posto.

## Colori e simboli

### Colori
L'uniforme di gioco del River Plate femminile, identica a quella indossata dalla formazione maschile, è composta da una maglia bianca con una banda diagonale rossa.

## Palmarès

### Competizioni nazionali
- Campionato argentino: 11

1991, 1993, 1994, 1995, 1996, 1997, 2002 (A), 2003 (C), 2009 (C), 2010 (C), 2016-17

### Altri piazzamenti
- Campionato argentino

Secondo posto: 1992, 1998, 1999, 2000, 2001 (A), 2003 (A), 2004 (C), 2007 (A), 2008 (A), 2010 (A), 2011 (C), 2012 (A)

## Organico

### Rosa 2020
Rosa aggiornata al 1º agosto 2020.
| N. |                      | Ruolo | Calciatrice         |
| -- | -------------------- | ----- | ------------------- |
|    | Argentina (bandiera) | P     | Florencia Chiribelo |
|    | Argentina (bandiera) | P     | Melina Melipil      |
|    | Argentina (bandiera) | D     | Camila Bravo        |
|    | Argentina (bandiera) | D     | Sofía Florentín     |
|    | Argentina (bandiera) | D     | Giuliana González   |
|    | Argentina (bandiera) | D     | Daiana Leguizamón   |
|    | Argentina (bandiera) | D     | Andrea López        |
|    | Argentina (bandiera) | D     | Stephanie Melgarejo |
|    | Argentina (bandiera) | D     | Daniela Mereles     |
|    | Argentina (bandiera) | D     | Bettiana Sonetti    |
|    | Argentina (bandiera) | C     | Martina Del Trecco  |
|    | Argentina (bandiera) | C     | Justina Morcillo    |
|    | Argentina (bandiera) | C     | Melina Moreno       |

| N. |                        | Ruolo | Calciatrice           |
| -- | ---------------------- | ----- | --------------------- |
|    | Argentina (bandiera)   | C     | Mercedes Pereyra      |
|    | Argentina (bandiera)   | C     | Agustina Vargas       |
|    | Stati Uniti (bandiera) | C     | Vanessa Penuna        |
|    | Uruguay (bandiera)     | C     | Carina Felipe         |
|    | Argentina (bandiera)   | A     | Florencia Fernández   |
|    | Argentina (bandiera)   | A     | Lourdes Lezcano       |
|    | Argentina (bandiera)   | A     | Lucía Martelli        |
|    | Stati Uniti (bandiera) | A     | Jordan O'Brien        |
|    | Uruguay (bandiera)     | A     | Carolina Birizamberri |
|    | Argentina (bandiera)   |       | Victoria Costa        |
|    | Argentina (bandiera)   |       | Elen Leroyer          |
|    | Argentina (bandiera)   |       | Brenda Molinas        |
|    | Argentina (bandiera)   |       | Magalí Molina         |

### Staff tecnico
- Daniel Reyes – Allenatore
- Nicolás Loncharich – Preparatore atletico
- Tomás Mango – Allenatore dei portieri